# Eneas, Anquises y Ascanio (Bernini)

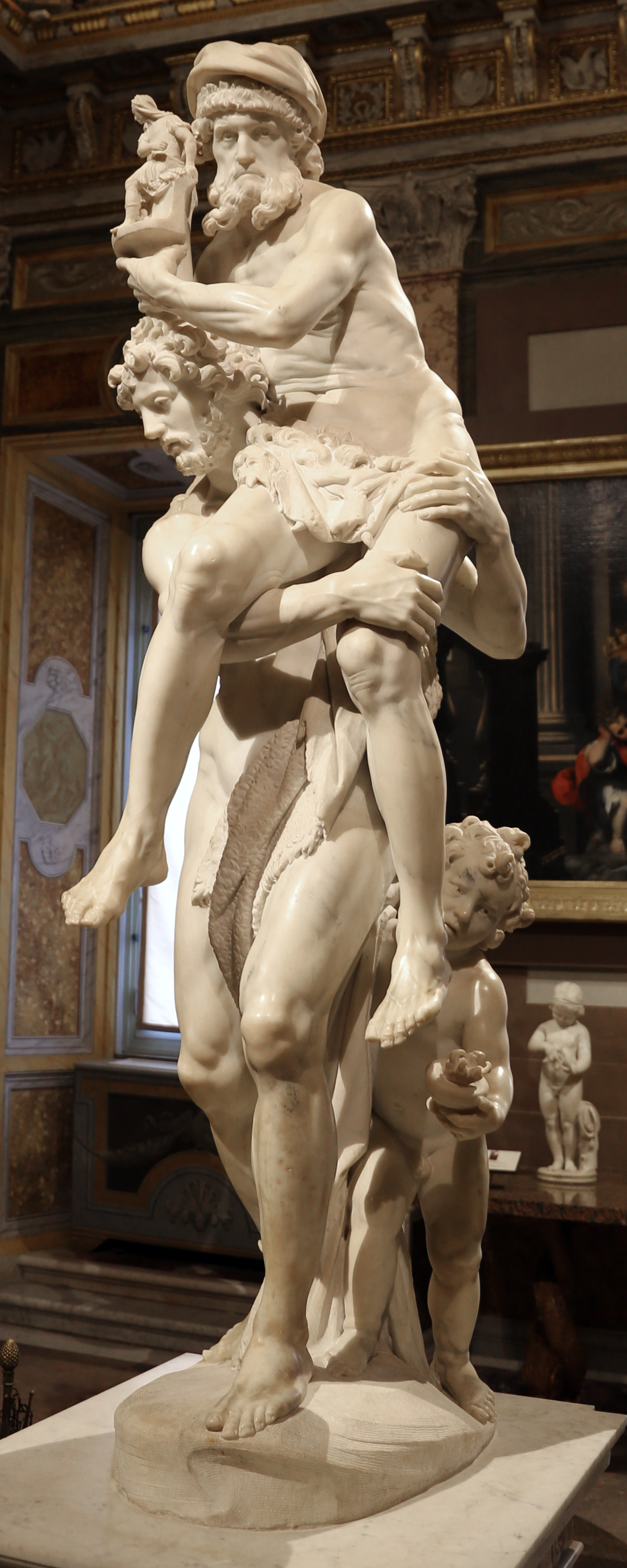

Eneas, Anquises y Ascanio es un grupo escultórico en mármol realizado por Gian Lorenzo Bernini entre 1618 y 1619. Actualmente se expone en la Galería Borghese, en Roma. 

## Historia
Esta es la primera gran obra de Bernini, algo que llamó la atención de los mecenas más poderosos de Roma, que se quedaron atónitos por el talento que tenía el chico. Se dice que Scipione Borghese pagó mucho para que la obra fuera realizada con la colaboración de Pietro, el padre de Bernini, que formó gran polémica por la verdadera atribución de la obra, que durante décadas fue objeto de rumores y propuestas falsas.
La obra fue robada en el año 1808, cuando Napoleón y sus tropas trasladaron el grupo escultórico y otras obras a París, finalmente, cuando las Guerras Napoleónicas terminaron, la escultura fue llevada de vuelta a Roma. En los años siguientes la obra fue yendo de sala en sala, de hecho, durante un tiempo la escultura sustituyó al famoso Gladiador  Borghese de Agasio de Éfeso, que se encontraba en el Museo del Louvre por aquellos años.
Originalmente, la obra se sustentaba en una superficie decorada con festones y algunas ornamentaciones arquitectónicas, a finales del siglo XIX se cambió por un apoyo de madera Y finalmente, en 1909, se puso la actual superficie en mármol, hecha por Pietro Fortunati.

## Descripción
Este grupo escultórico representa la huida de Eneas junto con su padre y su hijo, durante la toma de Troya por las tropas micénicas. Este suceso es relatado por Virgilio, que explica con todo detalle la huida de estas tres generaciones, que escapan de forma trágica tras la destrucción de su ciudad natal.
Durante años se ha analizado en que se basó Bernini para realizar esta magnífica obra, una teoría es que se basó en un detalle de El incendio del Borgo, en la que se puede apreciar la huida de Eneas, Anquises y Ascanio. También se puede ver a simple vista el gran avance de Bernini a la hora de tratar el mármol, por lo que fácilmente podría estar retando a obras como San Jerónimo de Caravaggio.
La obra es de gran carácter manierista, un estilo muy propio en las primeras obras del artista, aunque se podía notar el gran aprecio que le tenía al barroco, que lo acompañó durante toda su vida, tanto en la arquitectura como en la escultura.